# Vlaamse identiteit

De Vlaamse leeuw, het symbool van Vlaanderen en de Vlamingen

De Vlaamse identiteit of het Vlaamse bewustzijn omvat de identificatie en herkenning met de socio-culturele gemeenschap van Vlamingen en verbondenheid met Vlaanderen. Hoewel Vlaanderen al bestaat sinds de vroege middeleeuwen, lijkt de Vlaamse identiteit vooral een sterke ontwikkeling te hebben doorgemaakt vanaf de 19e eeuw.

## Geschiedenis

### Vlaanderengouw en graafschap Vlaanderen

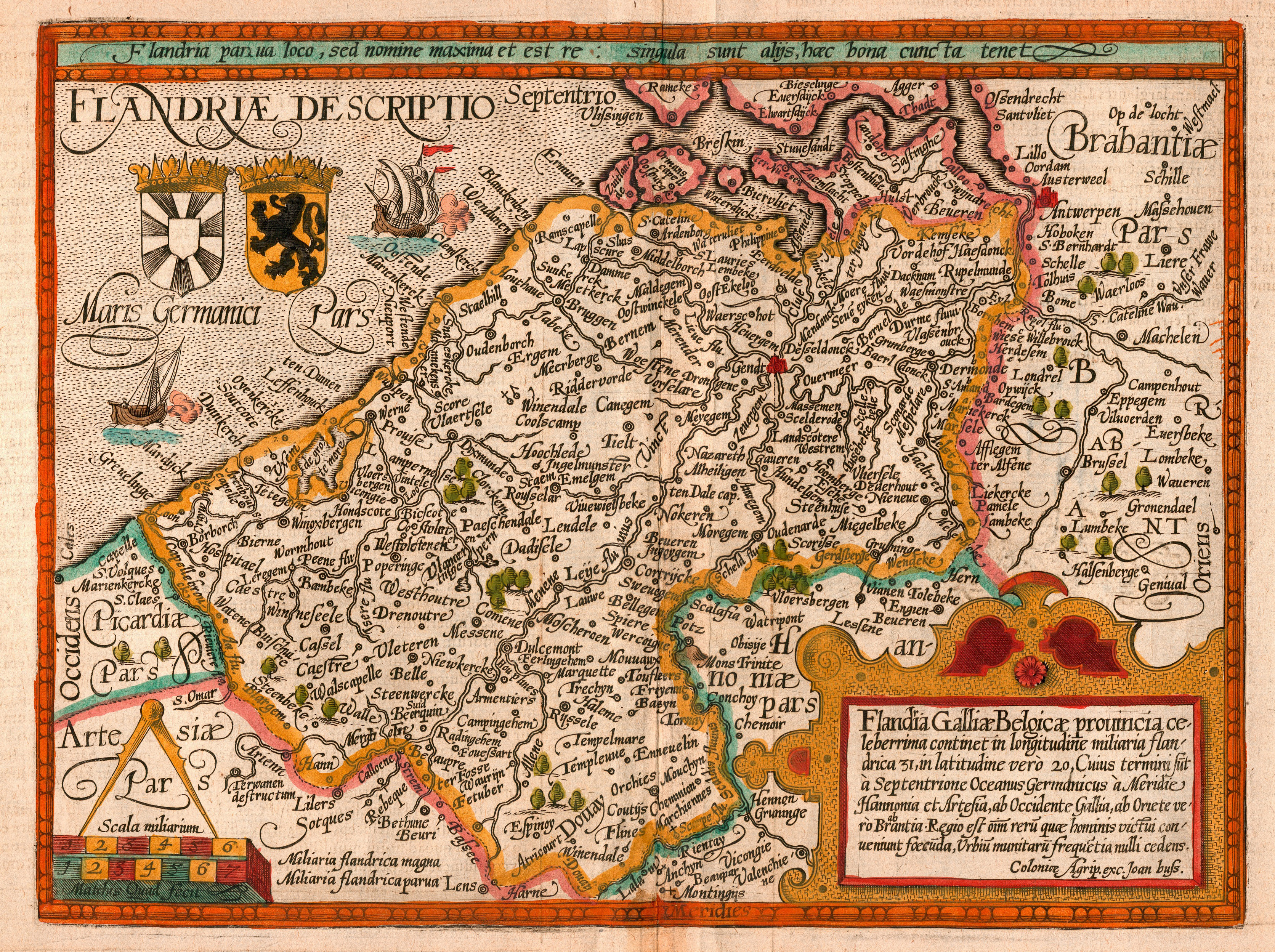
Landkaart van het graafschap Vlaanderen in 1609.

Een vroege vorm van de Vlaamse identiteit of bewustzijn is terug te vinden in de Vlaanderengouw of pagus Flandrensis en later het graafschap Vlaanderen. De Vlamingen doen hun intrede in de geschiedenis in het levensverhaal van Sint-Eligius (ca. 590-660), de Vita sancti Eligii. Dit werd opgesteld vóór 684 en is bekend in een omwerking van rond 725. Daar verschijnen de Flanderenses die wonen in Flandris. In het Latijn evolueerde dit later tot de gestandaardiseerde vormen Flandrenses en Flandria. De inwoners van het graafschap werden benoemd als 'Vlaming', zoals 'Wizo Flandrensis' of 'Wizo de Vlaming' die men kan terugvinden in de Kronieken van de Prinsen. Ook de Vlaamse edellieden werden Vlaming genoemd, hoewel zij doorgaans Franstalig waren.
De Frans-Vlaamse Oorlog tussen het graafschap Vlaanderen en het koninkrijk Frankrijk zou Hendrik Conscience in 1838 gebruiken in zijn roman De leeuw van Vlaanderen. De roman groeide uit tot een symbool van de Vlaams-nationale beweging. In de roman voerde Conscience het pleidooi om de Vlaamse eigenheid te verzoenen met de toen nieuwe Belgische staat, waar het Frans een dominante factor was. Met name de Guldensporenslag uit 1302 werd als narratief gebruikt om een Vlaamse identiteit vorm te geven, zij het dat het daarbij gaat om een herinterpretatie, want de slag zelf had destijds niets te maken met taal of zelfbestuur. De Guldensporenslag leverde zo wel de inspiratie voor een aantal Vlaamse symbolen, zoals de Vlaamse feestdag en het wapen en de vlag.

### Emancipatie van Nederlandstaligen binnen België

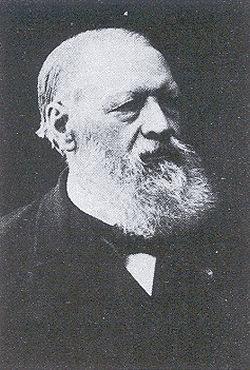
Hendrik Conscience auteur van de Leeuw van Vlaanderen

Bij het ontstaan van de Belgische staat in 1830 was het Frans de enige officiële taal, onder meer doordat de elite Franstalig was. De inwoners van Vlaanderen waren echter (grotendeels) Nederlandstalig. Uit deze situatie ontstond een taalstrijd. Hieruit ontwikkelde zich de Vlaamse beweging, die een politieke beweging zou worden. Men streefde toen voor de volledige vernederlandsing van het onderwijs en het openbaar leven in de Vlaamse provincies. Deze beweging werd ook opgepikt in artistieke milieus door onder andere Hendrik Consience, Albrecht Rodenbach en Guido Gezelle, het zogenoemde cultuurflamingantisme. Echter behoorden deze kunstenaars en intellectuelen doorgaans zelf tot de bourgeoisie.
In 1898 werd de Gelijkheidswet goedgekeurd. Deze wet zou het Nederlands erkennen als gevoerde taal binnen België, maar het zou nog tot 1967 duren vooraleer de Belgische grondwet voor het eerst officieel vertaald zou worden.

### Moderne Vlaanderen
Doorheen de zes staatshervormingen binnen het koninkrijk België werd de huidige deelstaat Vlaanderen gevormd en kreeg het steeds meer autonomie en bevoegdheden. Dit ging gepaard met het ontstaan van een eigen volwaardige Vlaamse regering, Vlaams parlement en administratie. Het moderne Vlaanderen bestaat in tegenstelling tot het historische Vlaanderen uit delen van het graafschap Vlaanderen, hertogdom Brabant en het graafschap Loon. In feite is de Vlaamse identiteit een recente ontwikkeling.

#### Politiek

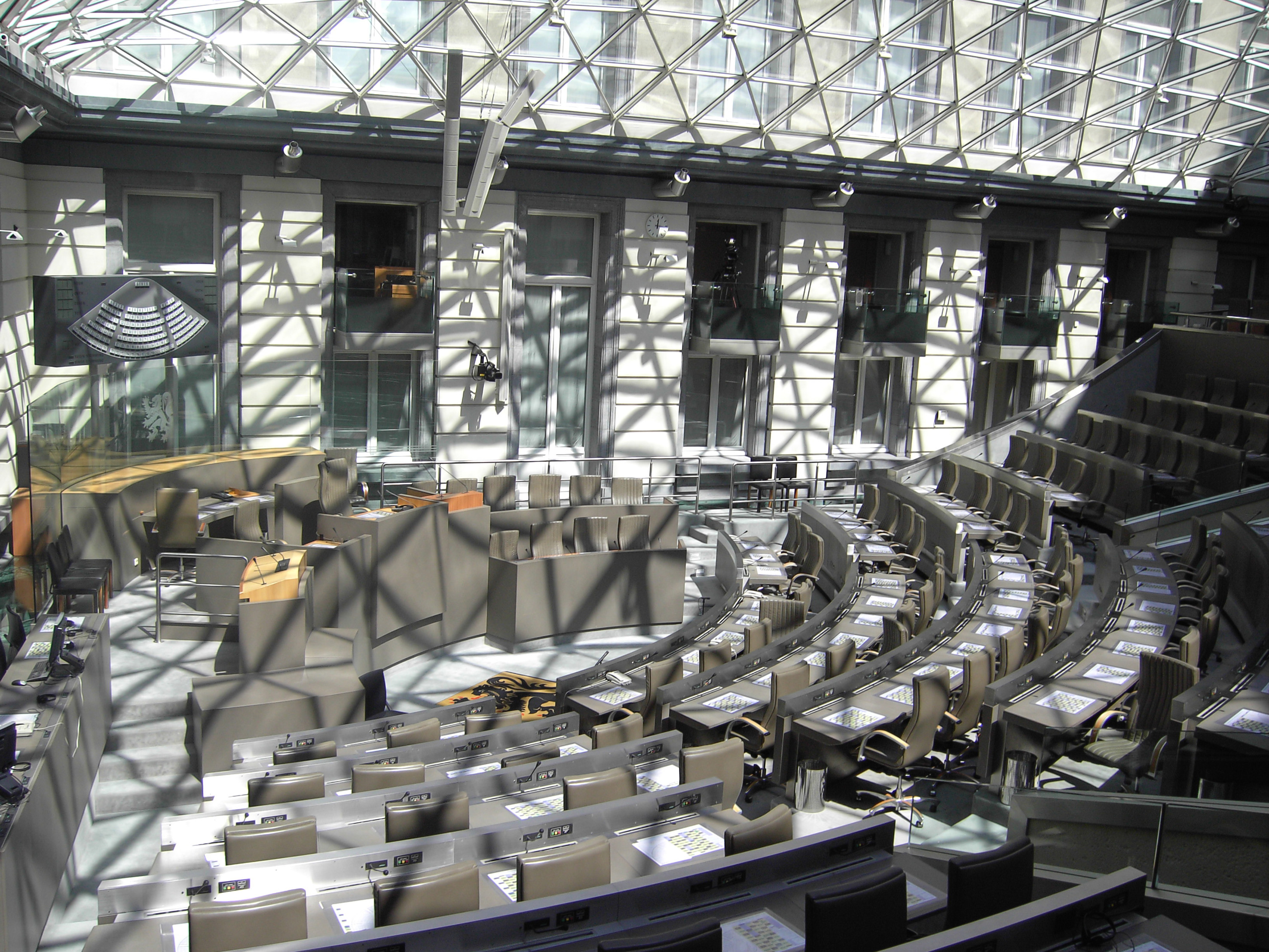
Het Vlaams parlement

In de jaren 60 en 70 splitsten de unitaire politieke partijen in een Franstalige en Nederlandstalige partij, waardoor er een grotere nadruk kwam te liggen op de eigen gemeenschap en deelstaat. Op politiek vlak zijn er tal van partijen en politici die een 'Vlaamse reflex' hebben, maar vooral de Vlaamse beweging en de Vlaamsgezinde en/of Vlaams-nationalistische partijen zijn duidelijke aanhangers van de Vlaamse identiteit en diens ontwikkeling. In eerste instantie zijn dit N-VA en Vlaams Belang, die de Vlaamse identiteit verder willen ontwikkelen. Ook de partijen LDD en Vista kunnen gekenmerkt worden als Vlaamsgezind. De andere politieke partijen met parlementaire vertegenwoordiging staan eerder voor een federale structuur van België, al zijn er parlementsleden die daarin verder gaan dan andere.
De Vlaamse regering onder leiding van Jan Jambon (N-VA) kwam bij de regeringsonderhandelingen in 2019 tot het akkoord om in navolging van de Nederlandse canon nu ook een Vlaamse canon te ontwikkelen. De Canon van Vlaanderen is een project waarbij de Vlaamse overheid een overzicht van gebeurtenissen, figuren en kunst wil bundelen. Hiermee wil men de geschiedenis van Vlaanderen sterker in de verf zetten. Voor de VRT werd de historische docudramareeks Het verhaal van Vlaanderen gemaakt. De Vlaamse overheid investeert herhaaldelijk in de Vlaamse bewustwording zoals Vlaanderen Feest!, haar branding als overheid en verschillende initiatieven op cultureel, diplomatisch en wetenschappelijk vlak.

#### Media

Het logo van de Vlaamse Radio- en Televisieomroeporganisatie of VRT

Verschillende Belgische media evolueerden doorheen naar Nederlandstalige en Franstalige media. Het nationale NIR werd in 1960 door vervangen door Nederlandstalige, Franstalige en gemeenschappelijke instellingen, onafhankelijk van elkaar. Zo focust de Vlaamse media zich doorgaans steeds vaker op Vlaanderen zoals Vlaanderen Vakantieland of The Voice van Vlaanderen (in tegenstelling tot de Franstalige tegenhanger The Voice Belgique). Een ander voorbeeld hiervan zijn de strategische doelstellingen van de VRT waarbij men "relevant voor en dichtbij Vlaanderen" wil zijn en de "Vlaamse cultuur en creativiteit wil stimuleren". Concreet betekent dit dat de VRT de Vlaamse identiteit uitdraagt door het stimuleren van radio- en televisieproducties "van eigen bodem".

#### Middenveld
Ook het middenveld splitste zich op evolutieve manier vanwege taal- en cultuurverschillen. De middenveldorganisaties zoals Voka (Vlaams netwerk van ondernemingen), Chirojeugd Vlaanderen of Rode Kruis-Vlaanderen beperken hun werkingsgebied tot de deelstaat Vlaanderen.

## Vlaamse identiteit

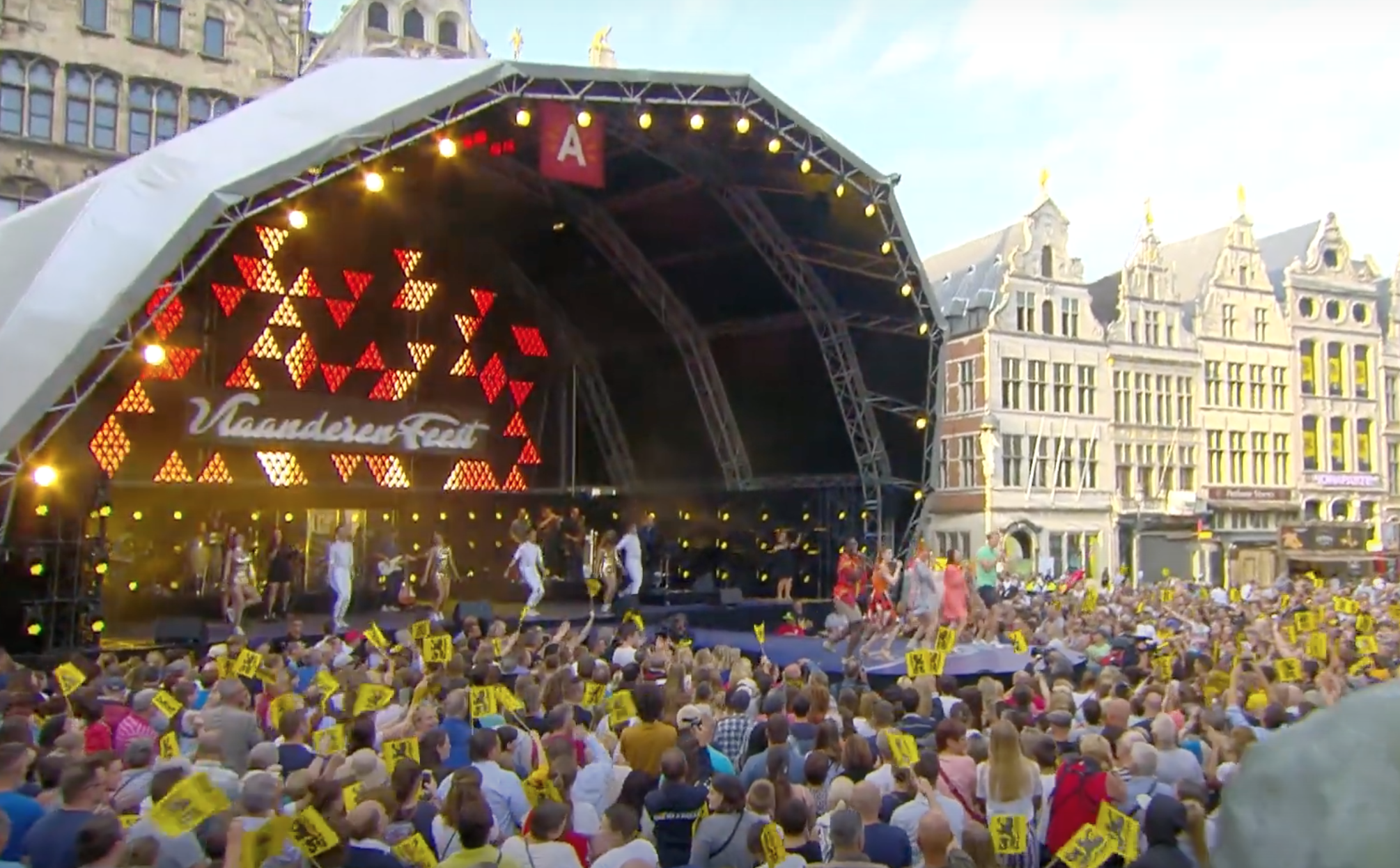
Vlaanderen Feest! in 2019 ter gelegenheid van de Vlaamse feestdag

Het is onmogelijk om een identiteit vast te leggen omdat deze voortdurend in evolutie is en steeds anders beleefd wordt, het is een individuele en emotionele beleving. Er is ook vaak sprake van een 'gelaagde' identiteit, waarbij Vlamingen zich ook Belg, Europeaan of zelfs wereldburger voelen.

### Symboliek
In 1973 werden voor het eerst door de Nederlandse Cultuurgemeenschap (voorloper van het Vlaams parlement), de vier officiële symbolen van Vlaanderen erkend. De officiële Vlaamse symboliek is sinds 1990:
- de Vlaamse vlag
- het wapenschild van Vlaanderen
- het volkslied De Vlaamse Leeuw
- de Vlaamse feestdag op 11 juli: de herdenking van de Guldensporenslag.

### Nederlandse taal
De Nederlandse taal is de officiële bestuurstaal van Vlaanderen. Het Nederlands is verplicht in het onderwijs, gerechtszaken, openbaar gezag (politiediensten) maar ook in het bedrijfsleven bij contact tussen werknemer en werkgever. Algemeen hecht men in Vlaanderen veel belang aan de Nederlandse taal, bijvoorbeeld voor migranten. In Vlaanderen spreekt men een variatie op het Standaardnederlands, het Belgisch-Nederlands of Vlaams. Zo zijn er veel verschillende woorden die in Vlaanderen tot de dagelijkse woordenschat behoren en die men over de grens met Nederland niet gebruikt en/of begrijpt. Voorbeelden zijn "confituur" (jam) of beenhouwer (slager). België is tevens een lidstaat van de Nederlandse Taalunie, die 24 miljoen Nederlandssprekenden verenigt in België, Nederland, Suriname, Aruba, Curaçao en Sint-Maarten. Ook in Frans-Vlaanderen wil men het 'Vlaemsch' en dus het Nederlands herwaarderen.

### Cultuur en tradities

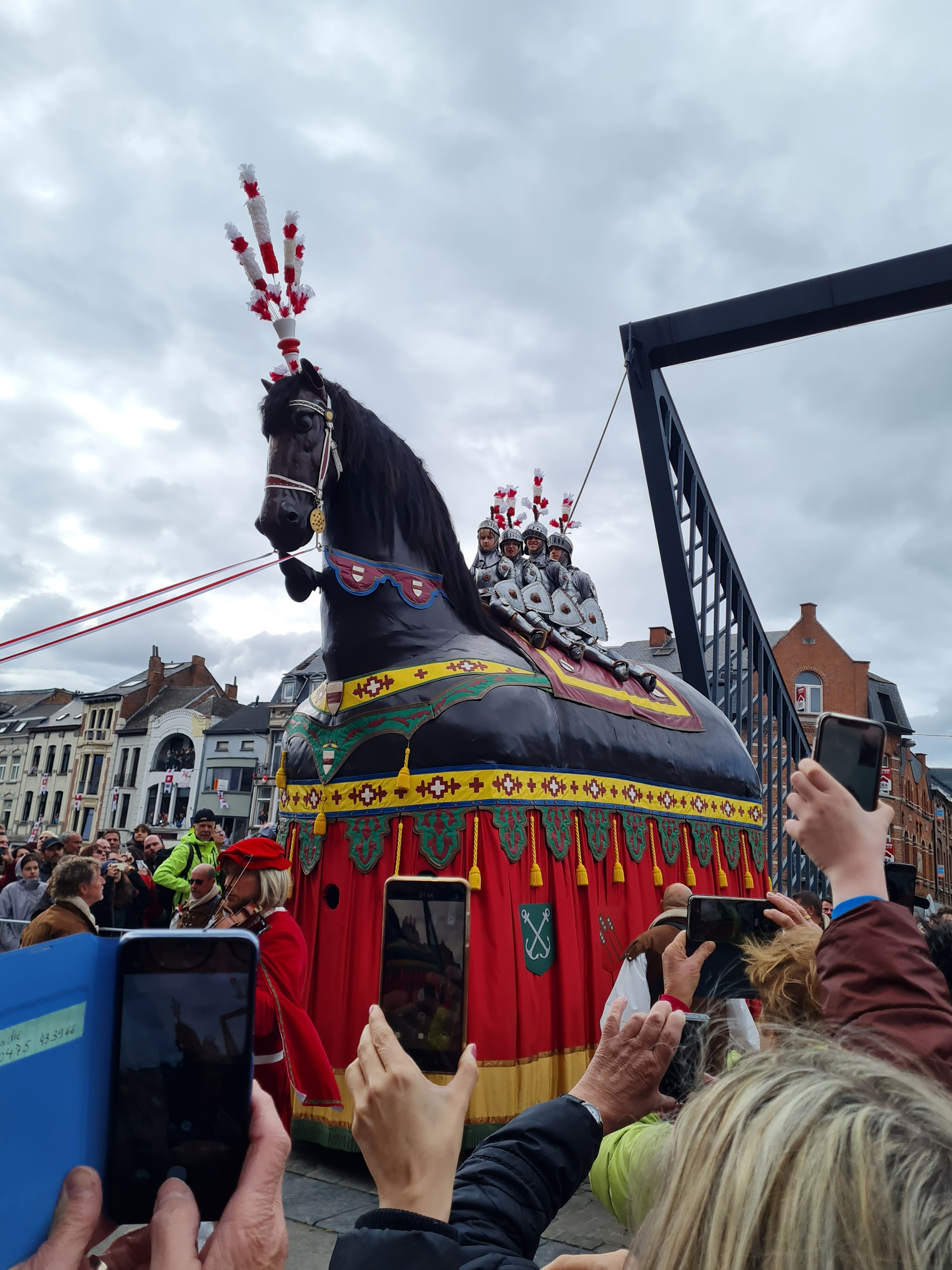
Het Ros Beiaard van Dendermonde

De Vlaamse cultuur en tradities staan niet op zichzelf, doorheen de geschiedenis werd ze beïnvloed bijvoorbeeld door de Europese cultuur.

#### Tradities
Aan de grondslag van de Vlaamse cultuur en tradities staat de Rooms-Katholieke Kerk die tot vorige eeuw erg veel invloed had in Vlaanderen. Hieruit komen ook de (wettelijke) feestdagen, zoals Pasen, Kerstmis en Allerheiligen, die in praktijk vooral op een niet-religieuze manier beleefd worden. Zo is het de traditie om bij Pasen chocolade-eieren te geven aan de kinderen, die door de paashaas of door de klokken uit Rome verstopt worden in huis of de tuin. Ook Kerstmis wordt vaak op een niet-religieuze manier gevierd. Zo zet men een kerstboom en koopt men voor elkaar pakjes.
Een traditie die enkel in Vlaanderen plaatsvindt, is het voorlezen van een nieuwjaarsbrief. De komst van Sinterklaas is een traditie die specifiek is voor de Lage Landen, waar de Sint bijvoorbeeld een paard heeft (Vlaanderen en Nederland) of een ezel (Wallonië). In Amerika is deze traditie geëvolueerd tot de kerstman, met in het Engels de duidelijk verbasterde naam Santa Claus. Dit figuur werd overgenomen in Vlaanderen. Ook Halloween is hier een voorbeeld van.

#### Cultuur
UNESCO erkende verschillende Vlaamse tradities als immaterieel cultureel erfgoed, waaronder:
- Het Carnaval van Aalst
- De garnaalvisserij te paard in Oostduinkerke.[23]
- De Heilig Bloedprocessie op Hemelvaartsdag in Brugge[24]
- Houtem Jaarmarkt
- De Jaartallen van Leuven
- Krakelingen in Geraardsbergen
- De Ros Beiaardommegang in Dendermonde[25]
- De Vlaamse Volksspelen

Ook het sterke sociale weefsel typeert Vlaanderen zoals de grote waaier aan vrije tijdsverenigingen zoals jeugdbewegingen, muziekverenigingen, kunst- en cultuurverenigingen, net als de verschillende vzw's, religieuze verenigingen en sociale verenigingen. Zo kent Vlaanderen meer dan 45.000 verschillende verenigingen.
Ook de wielersport en het voetbal kent in Vlaanderen een grotere belangstelling dan in andere landen. Zo zijn er enorm veel voetbal- en wielersportclubs.

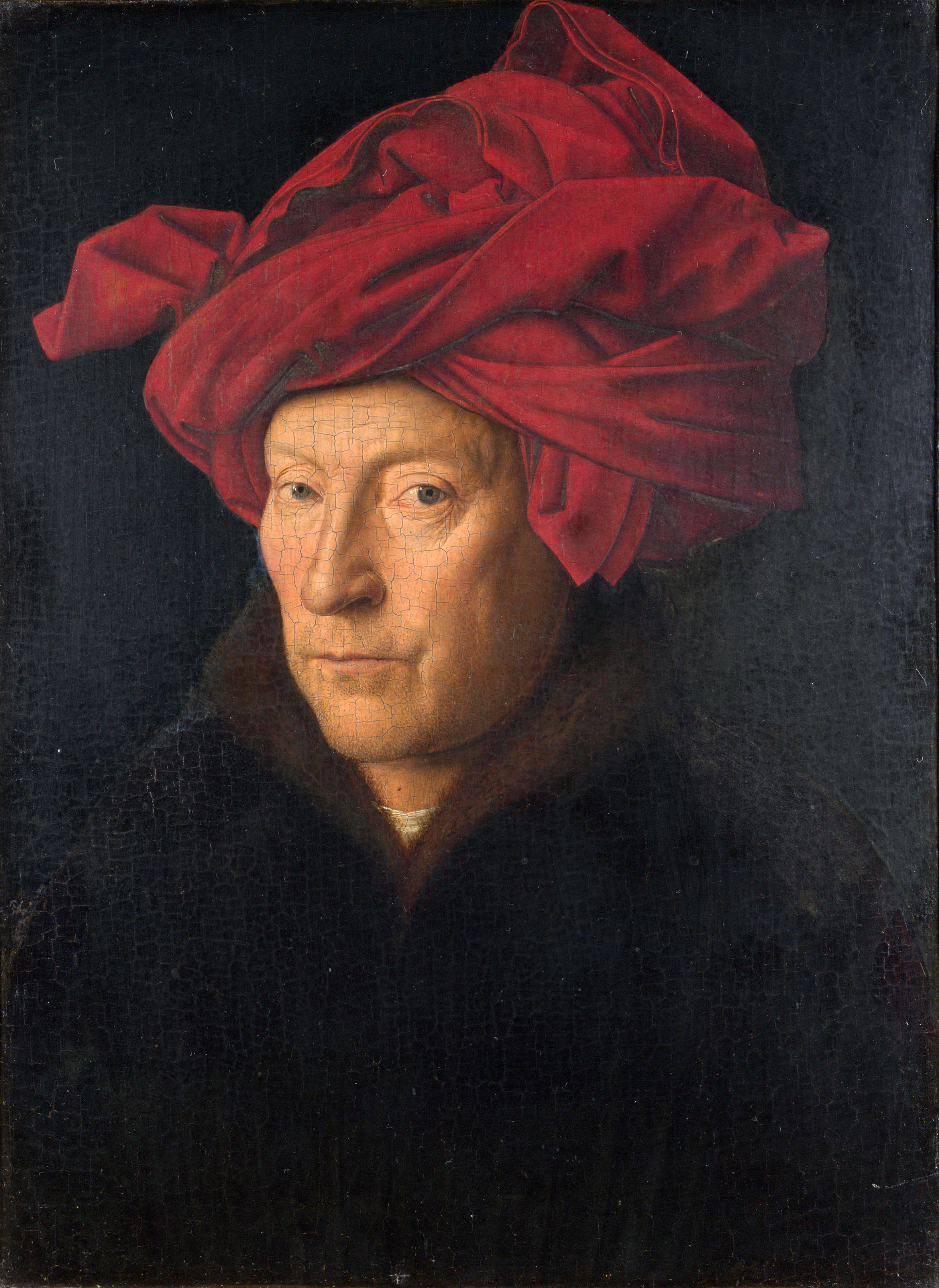
Man met rode tulband (vermoedelijk zelfportret van Jan van Eyck)

In 2019 deed de VRT een bevraging om te achterhalen wat de Vlaming als iets typisch 'Vlaams' beschouwd. Zo behoort de televisieserie F.C. De Kampioenen, de Bourgondische levenswijze, maar ook de Vlaamse diversiteit en gelijkheid tot deze zaken. De Vlaming heeft aandacht voor het verleden zoals de Guldensporenslag, de Vlaamse meesters, maar ook herdenkt men de Tweede Wereldoorlog waaronder de collaboratie. Zo herdenkt men ook de Eerste Wereldoorlog, het voornaamste symbool is het gedicht 'In Flanders Fields' geschreven door de Canadese militaire arts John McCrae. Maar ook de IJzertoren en de slogan 'nooit meer oorlog' zijn hier voorbeelden van.
De literaire canon omvat een reeks aan essentiële werken uit de Nederlandstalige literatuur in Vlaanderen. Ook 'Ons Kookboek' van de Boerinnenbond is hét Vlaamse kookboek van de Vlaamse klassiekers.

#### Vlaamse keuken
Er zijn tal van typische 'Vlaamse klassiekers' in de keuken, zoals stoofvlees en balletjes in tomatensaus.

### Verlichtingswaarden

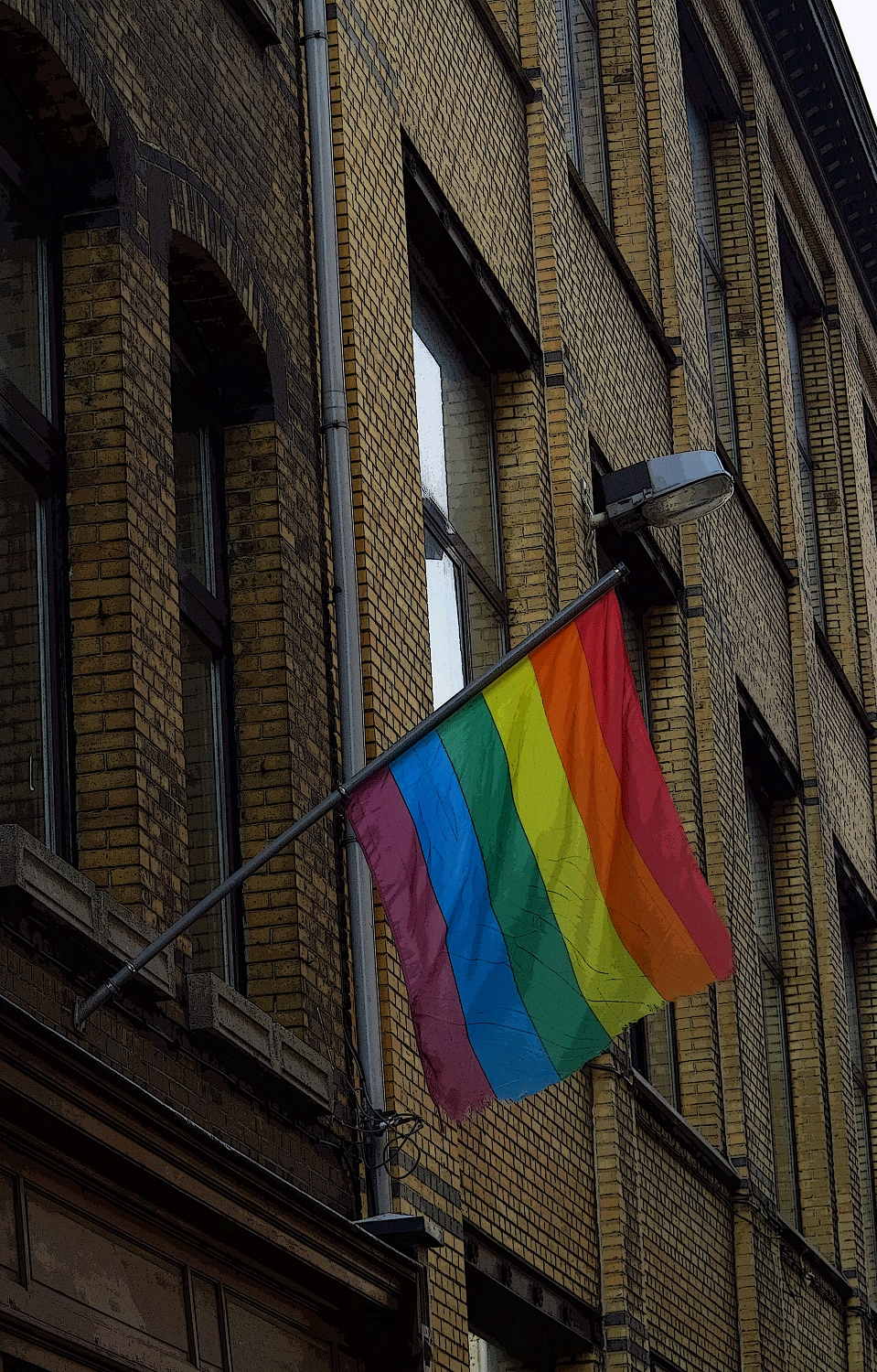
De regenboogvlag wordt door verschillende overheden en organisaties uitgehangen op de Internationale Dag tegen Homofobie en Transfobie

Doorgaans beschouwt men de Vlaamse identiteit als onderdeel van de Europese leidcultuur waarbij de westerse waarden volgens de Verlichting, zoals vrijheid van meningsuiting, gelijkheid tussen man en vrouw, scheiding tussen kerk en staat, gelden. Enkele modernere en recentere waarden zijn bijvoorbeeld ook anti-discriminatie en het recht op vrije seksuele voorkeur en identiteit. Zo werd het burgerlijk huwelijk voor paren van gelijk geslacht in 2003 in België gelegaliseerd. Alle Nederlandstalige politieke partijen, behalve het Vlaams Belang, stemden voor (onthoudingen niet meegerekend). Er worden ieder jaar verschillende optochten georganiseerd, de gekende 'Gay Pride Parade'.
Deze tolerantie is ook voelbaar bij delen van de Rooms-Katholieke Kerk. Zo namen de Belgische bisschoppen in 2022 de beslissing dat homoseksuele koppels gezegend kunnen worden in katholieke gebedsvieringen. Antwerps bisschop Johan Bonny is sinds 2014 een bepleiter voor meer homorechten binnen de katholieke gemeenschap.

## Opiniepeilingen
De Universiteit Antwerpen en de Vrije Universiteit Brussel deden in 2007 en 2022 een vergelijkend onderzoek naar de nationale identiteit bij Vlamingen. Hierin stellen de onderzoekers het volgende vast: 
"Veel Vlamingen voelen zich evenveel Belg als Vlaming, maar als ze naar één richting overhellen dan is het naar de Vlaamse zijde (meer Vlaming dan Belg). Doorheen de tijd is de Vlaamse identiteit versterkt ten koste van de Belgische."
| Onderzoek naar identiteit in Vlaanderen | 2007 | 2022 | +/-       |
| --------------------------------------- | ---- | ---- | --------- |
| Vlaams                                  | 7%   | 10%  | + 3%-punt |
| meer Vlaams dan Belgisch                | 27%  | 27%  | -         |
| zowel Vlaams als Belgisch               | 35%  | 44%  | + 9%-punt |
| meer Belgisch dan Vlaams                | 17%  | 12%  | - 5%-punt |
| Belgisch                                | 14%  | 7%   | - 7%-punt |

In 2022 identificeerde 93% van de Vlamingen zich met een Vlaamse identiteit, dit is een stijging van zeven procentpunt tegenover 2007. Zo'n 37% van de Vlamingen voelt zich meer Vlaams of uitsluitend Vlaams. De grootste identificatie met Vlaanderen was te vinden bij de Vlaams-nationalistische partijen Vlaams Belang en N-VA. Tegelijkertijd blijft 90% van de Vlamingen blijft een identiteitsgevoel hebben met België.
Een peiling van de provincie West-Vlaanderen uit 2019 heeft gevonden dat vijftien procent van de inwoners zich op de eerste plaats met Vlaanderen identificeren. Dit komt na West-Vlaanderen (32 procent), stad of gemeente (18 procent) en België (16 procent). De verdere rangschikking toont dat Vlaanderen als de op één na sterkste uit de bus komt, na de provincie.

## Vlaamse identiteit in het buitenland

### Frankrijk

Een kaart van Franse plaatsen waar men vroeger Nederlands sprak

Frans-Vlaanderen of Zuid-Vlaanderen was een historisch onderdeel van het graafschap Vlaanderen dat in de periode 1659-1713 werd veroverd door het koninkrijk Frankrijk, ten gevolge van de oorlogen van koning Lodewijk XIV. Hierdoor hebben verschillende steden en dorpen een Nederlandstalige plaatsnaam, zoals Duinkerke, Rijsel en Dowaai. Het aantal sprekers van het Frans-Vlaams neemt af omdat de jongere generaties de streektaal minder dan aan het begin van de 20e eeuw van hun ouders of grootouders leren. De laatste decennia is er echter op taalkundig vlak sprake een heropleving van het Frans-Vlaams en is er eveneens sprake van een toenemende belangstelling voor het Nederlands.
De Franse politie in de departementen, die vroeger tot het graafschap Vlaanderen behoorden, dragen een Vlaamse leeuw op hun uniformen. Ook vieren deze departementen de Vlaamse feestdag op 11 juli.

### Nederland

De vlag van Zeeuws-Vlaanderen

Het Nederlandse Zeeuws-Vlaanderen was eveneens een gedeelte van het graafschap Vlaanderen. Bepaalde inwoners voelen zich tot een zekere hoogte verbonden met Vlaanderen. Een uiting hiervan is de Zeeuws-Vlaamse vlag, die deels is gebaseerd op de Vlaamse Leeuw.
Na de Eerste Wereldoorlog waren er plannen in België om Zeeuws-Vlaanderen te annexeren. Hierop kwam er kritiek (zowel in Nederland als in België) en benadrukten vele Zeeuws-Vlamingen (waaronder het Anti-Annexatie Comité) hun Nederlandse identiteit. In deze periode is ook het Zeeuws-Vlaams volkslied geschreven, dat op verschillende plekken stelt dat het gebied "deel van Nederland" is.

## Kritiek

De Vlaamse strijdvlag gevoerd door de Vlaamse beweging, gebaseerd op het wapen van het graafschap Vlaanderen

Er zijn voor- en tegenstanders van de evolutie naar het Vlaamse bewustzijn, omdat het beleven van een identiteit vaak rechtstreeks een aanleiding is tot een politieke discussie. De Vlaamse identiteit is ook een veelbesproken maatschappelijk onderwerp.
Zo ontstond er in 2019 een maatschappelijke discussie over het gebruik van de Vlaamse strijdvlag die door de organisatie van Pukkelpop werd verwijderd. De organisatie van festival Pukkelpop bestempelde de vlag als een 'collaboratievlag', wat echter foutief is. Hoewel de vlag door collaborateurs werd gebruikt, geldt dit ook voor de Belgische vlag, zoals de nazi's en collaborateurs verschillende nationale symbolen gebruikten.
Ook ontstond er een brede discussie over het ontwerp van de Vlaamse canon, veel critici vinden dergelijke initiatieven 'artificieel' en een vorm van 'superioriteitsdenken'.